# Campeonato Femenino Sub-20 de la OFC 2006
El Campeonato Femenino Sub-20 OFC 2006 fue la tercera edición del Campeonato Femenino Sub-20 de la OFC, una competencia de fútbol internacional para selecciones nacionales femeninas sub-20 organizada por la OFC. El campeonato final se celebró por primera vez en Samoa del 31 de marzo al 8 de abril de 2006.
Los jugadores nacidos a partir del 1 de enero de 1986 eran elegibles para participar en la competencia. Los jugadoras de Australia no eran elegibles para defender su título después de mudarse a la AFC.
En la final, Nueva Zelanda derrotó a Tonga 6-0. Al hacerlo, el equipo de Nueva Zelanda ganó su primer título en esta competencia, habiendo perdido previamente la final de 2002 ante Australia.
Al ganar el título, Nueva Zelanda también se clasificó para la Copa Mundial Femenina de Fútbol Sub-20 de 2006 en Rusia.

## Clasificación
Todos los miembros de la OFC se clasificaron automáticamente, sin embargo,  Islas Cook y  Tahití se retiraron antes de que comenzara el torneo.

### Equipos participantes
| - Fiyi - Islas Salomón - Nueva Caledonia - Nueva Zelanda | - Papúa Nueva Guinea - Samoa - Tonga - Vanuatu |  |

## Estadio
Todos los partidos se jugaron en un solo lugar: Estadio Nacional de Fútbol de Samoa en Apia.
| Apia                                | Apia |
| ----------------------------------- | ---- |
| Estadio Nacional de Fútbol de Samoa | Apia |

## Fase de grupos

### Grupo A
|               | PJ | PG | PE | PP | GF | GC | GD  | Pts |
| ------------- | -- | -- | -- | -- | -- | -- | --- | --- |
| Nueva Zelanda | 3  | 3  | 0  | 0  | 22 | 0  | +22 | 9   |
| Tonga         | 3  | 2  | 0  | 1  | 6  | 9  | -3  | 6   |
| Islas Salomón | 3  | 0  | 1  | 2  | 2  | 7  | -5  | 1   |
| Vanuatu       | 3  | 0  | 1  | 2  | 2  | 16 | -14 | 1   |

| 31 de marzo de 2006 | Nueva Zelanda                                | 4-0     | Islas Salomón | Estadio Nacional de Fútbol de Samoa, Apia, |  |
|                     | Risworth 51' · Percival 62', 79' · Riley 53' | Reporte |               |                                            |  |

| 31 de marzo de 2006 | Tonga                                    | 4-1     | Vanuatu      | Estadio Nacional de Fútbol de Samoa, Apia, |  |
|                     | Tuipulotu ?', ?' · Malua ?' · Vaenuku ?' | Reporte | Serveux ?' · |                                            |  |

| 2 de abril de 2006 | Nueva Zelanda | 11-0    | Vanuatu | Estadio Nacional de Fútbol de Samoa, Apia, |  |
|                    | Erceg 30' · Gregorius 39' · Percival 41' · Bromley 42' · Leota 43' · Yalllop 50', 57', 83' · Collins 46', 59' · Riley 60' | Reporte |         |                                            |  |

| 2 de abril de 2006 | Islas Salomón | 1-2     | Tonga         | Estadio Nacional de Fútbol de Samoa, Apia, |  |
|                    | Inifiri 61'   | Reporte | Feke 39', 65' |                                            |  |

| 4 de abril de 2006 | Nueva Zelanda                                                                         | 7-0     | Tonga | Estadio Nacional de Fútbol de Samoa, Apia, |  |
|                    | Campbell 1' · Rennie 13' · Yallop 41', 63' · Harrison 43' · Riley 53' · Humphries 71' | Reporte |       |                                            |  |

| 4 de abril de 2006 | Islas Salomón | 1-1     | Vanuatu         | Estadio Nacional de Fútbol de Samoa, Apia, |  |
|                    | Samani 18'    | Reporte | Masauvakalo 45' |                                            |  |

### Grupo B
|                    | PJ | PG | PE | PP | GF | GC | GD | Pts |
| ------------------ | -- | -- | -- | -- | -- | -- | -- | --- |
| Samoa              | 3  | 3  | 0  | 0  | 7  | 0  | +7 | 9   |
| Papúa Nueva Guinea | 3  | 2  | 0  | 1  | 9  | 2  | +7 | 6   |
| Fiyi               | 3  | 1  | 0  | 2  | 4  | 9  | -5 | 3   |
| Nueva Caledonia    | 3  | 0  | 0  | 3  | 0  | 9  | -9 | 0   |

| 31 de marzo de 2006 | Papúa Nueva Guinea                      | 3-0     | Nueva Caledonia | Estadio Nacional de Fútbol de Samoa, Apia, |  |
|                     | Turakaura 46' · Limbai 58' · Chalau 87' | Reporte |                 |                                            |  |

| 31 de marzo de 2006 | Samoa                  | 3-0     | Fiyi | Estadio Nacional de Fútbol de Samoa, Apia, |  |
|                     | Tafafa ?', ?' · Ane ?' | Reporte |      |                                            |  |

| 2 de abril de 2006 | Papúa Nueva Guinea                                | 6-1     | Fiyi     | Estadio Nacional de Fútbol de Samoa, Apia, |  |
|                    | Limbai 11', 18', 63', 66' · Nakas 12' · Winas 32' | Reporte | Ratu 83' |                                            |  |

| 2 de abril de 2006 | Samoa             | 3-0     | Nueva Caledonia | Estadio Nacional de Fútbol de Samoa, Apia, |  |
|                    | Tafafa ?', ?', ?' | Reporte |                 |                                            |  |

| 4 de abril de 2006 | Papúa Nueva Guinea | 0-1     | Samoa       | Estadio Nacional de Fútbol de Samoa, Apia, |  |
|                    |                    | Reporte | Lam Sam 50' |                                            |  |

| 4 de abril de 2006 | Fiyi                                     | 3-0     | Nueva Caledonia | Estadio Nacional de Fútbol de Samoa, Apia, |  |
|                    | Marama 52' · Begum 77' · Ratu 82 (pen.)' | Reporte |                 |                                            |  |

## Fase final
|  | Semifinales        | Semifinales |   |            | Final              | Final |  |
|  |                    |             |   |            |                    |       |  |
|  |                    |             |   |            |                    |       |  |
|  | 6 de abril         |             |   |            |                    |       |  |
|  | Nueva Zelanda      | 5           |   |            |                    |       |  |
|  | Papúa Nueva Guinea | 1           |   |            |                    |       |  |
|  |                    |             |   |            |                    |       |  |
|  |                    |             |   |            | 8 de abril         |       |  |
|  |                    |             |   |            | Nueva Zelanda      | 6     |  |
|  |                    | Tonga       | 0 |            |                    |       |  |
|  |                    |             |   |            |                    |       |  |
|  |                    |             |   |            |                    |       |  |
|  |                    |             |   |            | Tercer lugar       |       |  |
|  | 6 de abril         | 6 de abril  |   | 8 de abril | 8 de abril         |       |  |
|  | Samoa              | 2           |   | Samoa      | 1                  |       |  |
|  | Tonga              | 3           |   |            | Papúa Nueva Guinea | 4     |  |

### Semifinales
| 6 de abril de 2006 | Nueva Zelanda                                 | 5-1     | Papúa Nueva Guinea | Estadio Nacional de Fútbol de Samoa, Apia, |  |
|                    | Campbell 6', 9', 18' · Yallop 40' · Riley 90' | Reporte | Leo 7'             |                                            |  |

| 6 de abril de 2006 | Samoa                   | 2-3     | Tonga                                   | Estadio Nacional de Fútbol de Samoa, Apia, |  |
|                    | Taumua 11' · Tafafa 56' | Reporte | Utaatu 5 (pen.)', 67 (pen.)' · Feke 73' |                                            |  |

### Tercer lugar
| 8 de abril de 2006 | Samoa   | 1-4     | Papúa Nueva Guinea                   | Estadio Nacional de Fútbol de Samoa, Apia, |  |
|                    | Ane 60' | Reporte | Chalau 6' · Leo 45', 83' · Winas 50' |                                            |  |

### Final
| 8 de abril de 2006 | Nueva Zelanda                                                                    | vs.     | Islas Salomón | Estadio Nacional de Fútbol de Samoa, Apia, |  |
|                    | Campbell 8' · Riley 30' · Humphries 40' · Longo 44' · Collins 81' · Harrison 90' | Reporte |               |                                            |  |

## Goleadoras
| 6 goles - Kirsty Yallop - Suitupe Tafafa 5 goles - Caitlin Campbell - Ali Riley - Zeena Limbai 3 goles - Helen Collins - Ria Percival - Jennifer Leo - Penateti Feke 2 goles - Savaira Ratu | - Emma Harrison - Emma Humphries - Jacqueline Chalau - Daisy Winas - Marion Tuipulotu - Karen Utaatu 1 gol - Yashreen Begum - Radalaite Marama - Hannah Bromley - Abby Erceg - Sarah Gregorius - Renee Leota - Annalie Longo | - Petria Rennie - Hannah Rishworth - Bridget Nakas - Pauline Turakaura - Frances Ane - Josephone Ane - Florence Lam Sam - Faavae Taumua - Vanessa Inifiri - Layda Samani - Kaati Malua - Salome Vaenuku - Leisoko Masauvakalo - Fabrice Serveux |

## Premios
- Premio FairPlay:  Nueva Zelanda[2]